# Alforsit
Alforsit ist ein sehr selten vorkommendes Mineral aus der Mineralklasse der „Phosphate, Arsenate und Vanadate“ mit der chemischen Zusammensetzung Ba5[Cl|(PO4)3] und damit chemisch gesehen ein Barium-Phosphat mit zusätzlichen Chlorionen.
Alforsit kristallisiert im hexagonalen Kristallsystem und findet sich in Form eingewachsener (hypidiomorpher) Körner von 0,05 bis höchstens 0,2 mm Größe sowie in sehr feinkörnigen Massen. Das Mineral ist farblos und durchsichtig, kann aber durch vielfache Lichtbrechung aufgrund von Gitterfehlern oder polykristalliner Ausbildung auch durchscheinend weiß sein.

## Etymologie und Geschichte
Erstmals entdeckt wurde Alforsit in Sanbornit-Lagerstätten nahe Big Creek östlich von Fresno im gleichnamigen County des US-Bundesstaates Kalifornien. Die Lagerstätte selbst zieht sich bis in den östlichen Teil des Mariposa Countys und enthält viele seltene Bariumminerale, hauptsächlich aber Silikate. Die Analyse und Erstbeschreibung des Minerals erfolgte durch Nancy G. Newberry, Eric J. Essene und Donald R. Peacor, die es nach dem Geologen und Mineralogen John T. Alfors (1930–2005) benannten. Dieser hatte selbst Studien über die metamorphen Sanbornit-Quarz-Gesteine im Fresno County betrieben und dort zahlreiche neue Minerale entdeckt und erstbeschrieben wie unter anderem Fresnoit, Macdonaldit, Muirit und Verplanckit.
Newberry, Essene und Peacor sandten ihre Untersuchungsergebnisse und den gewählten Namen 1980 zur Prüfung an die International Mineralogical Association (interne Eingangs-Nr. der IMA: 1980-039), die den Alforsit noch im gleichen Jahr anerkannte. Die Erstbeschreibung wurde im Folgejahr im Fachmagazin American Mineralogist publiziert.
Da zur Analyse des Minerals neben Proben aus der Umgebung von Big Creek auch welche aus dem Claim „Esquire No. 7“ verwendet wurden, gilt dieser Fundort ebenfalls als Typlokalität für Alforsit.
Das Typmaterial des Minerals wird im National Museum of Natural History (NMNH) in Washington, D.C. unter der Sammlungs-Nr. 147511 aufbewahrt.

## Klassifikation
Da der Alforsit erst 1980 als eigenständiges Mineral anerkannt wurde, ist er in der seit 1977 veralteten 8. Auflage der Mineralsystematik nach Strunz noch nicht verzeichnet. Einzig im zuletzt 2018 überarbeiteten und aktualisierten Lapis-Mineralienverzeichnis nach Stefan Weiß, das sich aus Rücksicht auf private Sammler und institutionelle Sammlungen noch nach dieser alten Form der Systematik von Karl Hugo Strunz richtet, erhielt das Mineral die System- und Mineral-Nr. VII/B.39-140. In der „Lapis-Systematik“ entspricht dies ebenfalls der Abteilung „Wasserfreie Phosphate, mit fremden Anionen F,Cl,O,OH“, wo Alforsit zusammen mit Belovit-(Ce), Belovit-(La), Carbonat-Fluorapatit, Carbonat-Hydroxylapatit, Carlgieseckeit-(Nd), Chlorapatit, Deloneit, Fluorapatit, Fluorcaphit, Fluorphosphohedyphan, Fluorstrophit, Hedyphan, Hydroxylapatit, Hydroxylpyromorphit, Johnbaumit, Kuannersuit-(Ce), Mimetesit, Miyahisait, Morelandit, Pieczkait, Stronadelphit, Svabit, Turneaureit, Phosphohedyphan, Pyromorphit, Vanackerit und Vanadinit die „Apatit-Gruppe“ bildet.
Die von der IMA bis 2009 aktualisierte 9. Auflage der Strunz’schen Mineralsystematik ordnet den Alforsit in die Abteilung der „Phosphate usw. mit zusätzlichen Anionen; ohne H2O“ ein. Diese ist allerdings weiter unterteilt nach der relativen Größe der beteiligten Kationen und dem Stoffmengenverhältnis der zusätzlichen Anionen zum Phosphat-, Arsenat- bzw. Vanadatkomplex (RO4), so dass das Mineral entsprechend seiner Zusammensetzung in der Unterabteilung „Mit ausschließlich großen Kationen; (OH usw.) : RO4 = 0,33 : 1“ zu finden ist, wo es zusammen mit Hedyphan, Belovit-(Ce), Belovit-(La), Carbonat-Fluorapatit, Carbonat-Hydroxylapatit, Chlorapatit, Fluorphosphohedyphan, Fluorstrophit, Hydroxylapatit, Hydroxylapatit-M, Deloneit-(Ce), Fermorit, Fluorapatit, Fluorcaphit, Hydroxylpyromorphit, Johnbaumit, Kuannersuit-(Ce), Mimetesit, Morelandit, Phosphohedyphan, Pyromorphit, Stronadelphit, Svabit, Turneaureit und Vanadinit die „Apatit-Gruppe“ mit der System-Nr. 8.BN.05 bildet.
Auch die vorwiegend im englischen Sprachraum gebräuchliche Systematik der Minerale nach Dana ordnet den Alforsit in die Klasse der „Phosphate, Arsenate und Vanadate“ und dort in die Abteilung „Wasserfreie Phosphate etc., mit Hydroxyl oder Halogen“ ein. Hier ist er zusammen mit Morelandit in der „Morelanditgruppe“ mit der System-Nr. 41.08.05 innerhalb der Unterabteilung „Wasserfreie Phosphate etc., mit Hydroxyl oder Halogen mit (A)5(XO4)3Zq“ zu finden.

## Kristallstruktur
Alforsit kristallisiert in der hexagonalen Raumgruppe P63/m (Raumgruppen-Nr. 176) mit den Gitterparametern a = 10,284 Å und c = 7,651 Å sowie zwei Formeleinheiten pro Elementarzelle.
| Kristallstruktur von Alforsit |
| --- |
| - mit Blickrichtung entlang der Ebene a–c - mit Blickrichtung entlang der Ebene b–c - mit Blickrichtung parallel zur c-Achse - Polyeder-Modell in räumlicher Darstellung mit um je 60° geneigten a- und c-Achsen |
| Farblegende: 0 _ Ba 0 _ P 0 _ O 0 _ Cl |

## Bildung und Fundorte
Alforsit bildet sich in Erz-Linsen und -Bändern innerhalb von Bariumsilikat-Metasedimenten, die aus Hornblende-Pyroxen-Hornfels-Fazies in der Kontaktzone von Granit oder Granodiorit entstanden. Als Begleitminerale treten vor allem Silikate wie unter anderem Celsian, Fresnoit, Gillespit, Sanbornit, Titantaramellit, verschiedene Turmaline und Walstromit, aber auch andere Phosphate wie beispielsweise Fluorapatit, Carbonate wie der Witherit, Quarz als weit verbreitetes Oxid und das zu den Sulfiden gehörende Durchläufermineral Pyrit auf.
Als sehr seltene Mineralbildung konnte Alforsit nur an wenigen Orten nachgewiesen werden, wobei weltweit bisher weniger als 10 Vorkommen dokumentiert sind. Außer bei Big Creek und im Claim „Esquire No. 7“ im Fresno County trat das Mineral in Kalifornien noch in der Bariumsilikat-Lagerstätte „Trumbull Peak“ nahe dem gleichnamigen Ort im Bergbaubezirk Clearing House des Mariposa Countys und in der Baumann-Prospektion (Bauman Ranch) bei Dumtah im Tulare County auf.
Daneben kennt man Alforsit noch aus dem „Gun Claim“ am Wilson Lake im kanadischen Territorium Yukon, der Antiklinale „Gurim“ im Hatrurim-Becken (Tamar) in Israel und der „Mina la Madrelena“ bei Tres Pozos im mexikanischen Bundesstaat Baja California Sur.